# Issiaka Ouédraogo
Issiaka Ouédraogo (Ouagadougou, 19 de agosto de 1988) é um futebolista profissional burquinense que atua como atacante.

## Carreira
Issiaka Ouédraogo representou o elenco da Seleção Burquinense de Futebol no Campeonato Africano das Nações de 2015.